# Beaumont-le-Hareng
Beaumont-le-Hareng är en kommun i departementet Seine-Maritime i regionen Normandie i norra Frankrike. Kommunen ligger i kantonen Bellencombre som tillhör arrondissementet Dieppe. År 2022 hade Beaumont-le-Hareng 259 invånare.

## Befolkningsutveckling
Antalet invånare i kommunen Beaumont-le-Hareng
| Referens: INSEE |